# Torpedo Kutaisi
Torpedo-2008 Kutaisi (gruz. სკ ტორპედო ქუთაისი) – gruziński klub piłkarski z siedzibą w Kutaisi – drugim co do wielkości mieście Gruzji. Torpedo gra na stadionie Giwiego Kiladze, mieszczącym 19 400 widzów.

## Historia
Chronologia nazw:
- 1946–1948: Dinamo Kutaisi
- 1949–1959: Lokomotiwi Kutaisi
- 1960–1989: Torpedo Kutaisi
- 1990–1992: SK Kutaisi
- 1992–2008: Torpedo Kutaisi
- Od 2008: Torpedo-2008 Kutaisi
- 2010 : FC.Torpedo Kutaisi

Klub został założony w 1946 jako Dinamo Kutaisi. Na początku grał w rozgrywkach lokalnych. W 1949 klub zmienił nazwę na Lokomotiwi Kutaisi, a w 1957 debiutował w Klasie B, strefie 3 Mistrzostw ZSRR. W 1960 przywrócił nazwę Torpedo Kutaisi, a w następnym sezonie zajął 1. miejsce i awansował do Pierwszej Grupy A, w której występował do 1970. Od 1971 do 1989 występował Pierwoj Lidze, z przerwami w 1982-1983 i 1985-1986, kiedy ponownie grał w Wyższej Lidze, oraz w 1988 kiedy spadł na rok do Wtoroj Ligi.
W 1990 zmienił nazwę na SK Kutaisi i debiutował w pierwszych rozgrywkach o mistrzostwo niepodległej Gruzji. W 1992 ponownie wrócił do nazwy Torpedo Kutaisi.
W sezonach 1999/00, 2003/04 i 2005/06 drużyna wzięła udział w rozgrywkach Pucharu UEFA, a w 2000/01, 2001/02 i 2002/03 w kwalifikacjach Ligi Mistrzów.
W sezonie 2007/08 razem z Czichura Saczchere został zdegradowany do Pirweli Liga przez nieprawidłowości w deklaracji kapitałów klubu. W 2008 klub zmienił nazwę na Torpedo-2008 Kutaisi. W sezonie 2011/2012 drużyna awansowała do najwyższego poziomu ligowego w Gruzji – Umaglesi Liga.

## Sukcesy
- Mistrzostwo ZSRR:

11. miejsce (198)
- Puchar ZSRR:

1/4 finału (1983, 1988/89)
- Mistrzostwo Gruzińskiej SRR:

mistrz (1949)
- Mistrzostwo Gruzji:

mistrz (1999/00, 2000/01, 2001/02, 2017)
wicemistrz (1998/99, 2002/03, 2004/05, 2024)
3. miejsce (1991, 1993/94, 2011/12, 2012/13, 2016, 2018, 2023)
- Puchar Gruzji:

zdobywca (1998/99, 2000/01, 2016, 2018, 2022)
finalista (1999/00, 2001/02, 2003/04, 2011, 2017)
3 Miejsce (2023)
- Superpuchar Gruzji:

zdobywca (2018, 2019, 2024)
finalista (1999, 2017) 3 Miejsce (2023)
- Puchar Prezydenta Turkmenistanu:

zdobywca (2002)
finalista (2004)

## Europejskie puchary
Legenda do wszystkich tabel:
- Q – runda eliminacyjna, 1/16, 1/8, 1/4, 1/2 – odpowiednia faza rozgrywek, Grupa – runda grupowa, 1r gr – pierwsza runda grupowa, 2r gr – druga runda grupowa, F – finał, R – runda, PO – play-off
- k. – rzuty karne, los. – losowanie, Dogr. – dogrywka, w. – zasada bramek strzelonych na wyjeździe

| Sezon   | Rozgrywki               | Runda | Klub              | Dom | Wyjazd | Ogólnie     |
| ------- | ----------------------- | ----- | ----------------- | --- | ------ | ----------- |
| 1998    | Puchar Intertoto        | 1R    | Erebuni Erywań    | 6–0 | 1–1    | 7–1         |
| 1998    | Puchar Intertoto        | 2R    | Lommel            | 1–2 | 1–0    | 2–2, w.     |
| 1999/00 | Puchar UEFA             | Q     | Lantana           | 4–2 | 5–0    | 9–2         |
| 1999/00 | Puchar UEFA             | 1R    | AEK Ateny         | 0–1 | 1–6    | 1–7         |
| 2000/01 | Liga Mistrzów           | 2Q    | FK Crvena zvezda  | 2–0 | 0–4    | 2–4         |
| 2001/02 | Liga Mistrzów           | 1Q    | Linfield          | 1–0 | 0–0    | 1–0         |
| 2001/02 | Liga Mistrzów           | 2Q    | FC København      | 1–1 | 1–3    | 2–4         |
| 2002/03 | Liga Mistrzów           | 1Q    | B36 Tórshavn      | 5–2 | 1–0    | 6–2         |
| 2002/03 | Liga Mistrzów           | 2Q    | Sparta Praga      | 1–2 | 0–3    | 1–5         |
| 2003/04 | Puchar UEFA             | Q     | RC Lens           | 0–2 | 0–3    | 0–5         |
| 2005/06 | Puchar UEFA             | 1Q    | BATE Borysów      | 0–1 | 0–5    | 0–6         |
| 2012/13 | Liga Europy             | 1Q    | Aktobe            | 1–1 | 0–1    | 1–2         |
| 2013/14 | Liga Europy             | 1Q    | Žilina            | 0–3 | 3–3    | 3–6         |
| 2017/18 | Liga Europy             | 1Q    | AS Trenčín        | 0–3 | 1–5    | 1–8         |
| 2018/19 | Liga Mistrzów           | 1Q    | Sheriff Tyraspol  | 2–1 | 0–3    | 2–4         |
| 2018/19 | Liga Europy             | 2Q    | Víkingur Gøta     | 3–0 | 4–0    | 7–0         |
| 2018/19 | Liga Europy             | 3Q    | FK Kukësi         | 5–2 | 0–2    | 5–4         |
| 2018/19 | Liga Europy             | PO    | Łudogorec Razgrad | 0–1 | 0–4    | 0–5         |
| 2019/20 | Liga Europy             | 1Q    | Ordabasy Szymkent | 0–2 | 0–1    | 0–3         |
| 2023/24 | Liga Konferencji Europy | 1Q    | FK Sarajevo       | 2–2 | 1–1    | 3–3, k: 4–2 |
| 2023/24 | Liga Konferencji Europy | 2Q    | FK Aktöbe         | 1–4 | 2–1    | 3–5         |
| 2024/25 | Liga Konferencji        | 1Q    | KF Tirana         | 1–1 | 1–0    | 2–1         |
| 2024/25 | Liga Konferencji        | 2Q    | Omonia Nikozja    | 1–2 | 1–3    | 2–5         |
| 2025/26 | Liga Konferencji        | 1Q    | Ordabasy Szymkent | 4–3 | 1–1    | 5–4         |
| 2025/26 | Liga Konferencji        | 2Q    | Omonia Nikozja    | 0–4 | 0–1    | 0–5         |